# Реакция Яриша — Герксгеймера
Реакция Яриша-Герксгеймера — реакция, которая возникает через несколько часов после начала лечения специфическими антибактериальными средствами больных спирохетозами, а также сифилисом, боррелиозом, менингококковым менингитом, связана с быстрым высвобождением антигенов, эндотоксинов при массовой гибели бактерий-возбудителей заболевания, что приводит к неконтролируемому иммунному ответу.
Проявляется повышением температуры, ознобом, снижением артериального давления, тахикардией, тошнотой, головной болью, болью в мышцах, усугублением существовавших или появлением новых симптомов основного заболевания.

Не является аллергической реакцией на введение антибиотиков — необходима дальнейшая антибиотикотерапия.
Терапия и профилактика: глюкокортикоиды.
Впервые описана австрийским дерматологом Адольфом Яришем (1850—1902) и немецким дерматологом Карлом Герксгеймером (1861—1942).